# Lucheux
 Lucheux  es una población y comuna francesa, en la región de Picardía, departamento de Somme, en el distrito de Amiens y cantón de Doullens.

## Demografía
| 522 | 543 | 513 | 553 | 607 | 568 |
| Para los censos de 1962 a 1999 la población legal corresponde a la población sin duplicidades (Fuente: INSEE [Consultar]) |     |     |     |     |     |